# Tetragonoporus
Tetragonoporus (Skryabin, 1961) è un genere di cestodi dell'ordine Pseudophyllidea. È un genere monotipico e la sola specie è Tetragonoporus calyptocephalus, precedentemente noto come Polygonoporus giganticus. Questa tenia è un parassita intestinale delle balene, e si trova esclusivamente nelle acque del Mar Glaciale Artico, all'interno delle balene dentate, come i capodogli.